# 特拉姆扎伊格
特拉姆扎伊格（法語：Tramezaïgues，法語發音：[tʁamzajɡ]）是法国上比利牛斯省的一个市镇，属于巴涅尔德比戈尔区。

## 地理
特拉姆扎伊格（42°47'50"N, 0°17'23"E）面积34.96 平方千米，位于法国奧克西塔尼大區上比利牛斯省，该省份为法国西南部内陆省份，北至热尔省，西接大西洋比利牛斯省，南与西班牙接壤，东临上加龙省。
与特拉姆扎伊格接壤的市镇（或旧市镇、城区）包括：卡代扬-特拉谢尔、阿拉纽埃特、圣拉里-苏朗、别尔萨。

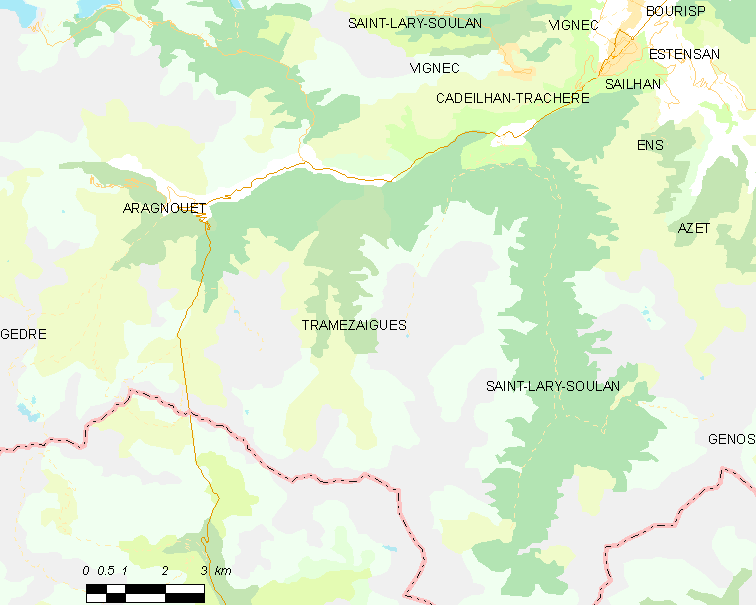
特拉姆扎伊格的OSM定位图

特拉姆扎伊格的时区为UTC+01:00、UTC+02:00（夏令时）。

## 行政
特拉姆扎伊格的邮政编码为65170，INSEE市镇编码为65450。

## 政治
特拉姆扎伊格所属的省级选区为内斯特-欧尔-卢龙县。

## 人口

1962-2008年间特拉姆扎伊格人口变化图示

特拉姆扎伊格于2022年1月1日时的人口数量为35人。